# Borne frontière de la Buna
La borne frontière de la Buna, ou de la Bune, est une borne en pierre remontant à 1613, qui marque la frontière entre le Bugey et la Franche-Comté, dans le massif du Jura, en France.

## Localisation
La borne est située dans le département français de l'Ain, au lieu-dit La Buna[réf. nécessaire] dans la combe d'Evuaz (au sud du lieu-dit Sous la Sémine), sur la commune de Champfromier, et à sa frontière avec La Pesse (Jura). La pierre est « plantée sur la rive droite du biez de la Semine » à son carrefour avec le ruisseau Bief Brun.

## Historique
Cette borne frontière fait partie de la même série que la borne au Lion.
L'édifice est classé au titre des monuments historiques depuis le 12 janvier 1926.